# John Miller Adye
John Miller Adye, né le 1er novembre 1819 à Sevenoaks et mort le 26 août 1900 à Rothbury, est un homme politique et militaire britannique qui fut gouverneur de Gibraltar de janvier 1883 à novembre 1886.

## Distinctions
- Ordre du Bain
- Commandeur de la Légion d'honneur